# Hamad 45
Hamad 45 (bürgerlich Mohammed Charara; * 1990 im Libanon) ist das Pseudonym des deutschsprachigen Kriminellen und Rappers libanesischer Herkunft aus Essen.

## Konflikte mit dem Gesetz

### Jugend
Hamad 45 kam mit 14 Jahren das erste Mal hinter Gitter und es folgten zahlreiche Verhaftungen. 2010 wurde Hamad 45 erneut verhaftet und saß in der JVA Wuppertal.

### Raubzüge
Hamad 45 erbeutete durch einen Juwelierraub Beute im Wert von 761.000 Euro, verbrachte über ein Jahr in Untersuchungshaft und wurde zu drei Jahren auf Bewährung verurteilt.

### Erpressung
Hamad 45 soll 2015 laut Anklage mit vier weiteren Komplizen einen Medizin-Professor um 250.000 Euro erpresst haben und ihm gedroht haben, bei fehlender Zahlung einen Finger abzuschneiden.

### Schießerei
Nach einer Schießerei in der westfälischen Kleinstadt Oer-Erkenschwick im Juni 2017 wurde Hamad 45 beschuldigt, mehrere Male eine Schusswaffe abgefeuert zu haben und anschließend geflüchtet zu sein. Hamad 45 wurde nach erfolgreicher Fahndung gefasst und schließlich wegen versuchten Totschlags angeklagt. Im April 2018 wurde er zu einer Haftstrafe von sechs Jahren verurteilt. Im Jahr 2022 wurde er vorzeitig aus der Haft entlassen und in den Libanon abgeschoben.

## Diskographie
Alben
- 2012: Die Faust aus dem Libanon (EP)
- 2014: Mundpropaganda

Musikvideos
- 2012: LAST ACTION HERO
- 2012: Die Faust aus dem Libanon
- 2013: Kult
- 2013: Morgen ist heute schon gestern
- 2014: Bitches & Bubbles
- 2014: Mafioso Rap
- 2018: Gangsta (mit Jasko)[11]